# Черняхівська територіальна громада
Черняхівська селищна територіальна громада — територіальна громада в Україні, в Житомирському районі Житомирської області, з адміністративним центром в селищі Черняхів.

## Загальна інформація
Площа громади — 538,4 км², населення — 20 156 осіб, з них: міське — 11 149 осіб, сільське — 9 007 осіб (2020 р.).

## Населені пункти
До складу громади увійшли селища Головине, Черняхів та села Андріївка, Бежів, Браженка, Велика Горбаша, Видибор, Вишневе, Ганнопіль, Горбулів, Дівочки, Жадьки, Клітище, Коростелівка, Корчівка, Мала Горбаша, Малинівка, Мокренщина, Науменка, Нераж, Нові Жадьки, Нові Сали, Новосілка, Осівка, Очеретянка, Пекарщина, Плехів, Росівка, Рудня, Сали, Свидя, Селець, Селянщина, Славів, Сліпчиці, Стирти, Федорівка.

## Історія
Утворена відповідно до розпорядження Кабінету Міністрів України № 711-р від 12 червня 2020 року «Про визначення адміністративних центрів та затвердження територій територіальних громад Житомирської області» шляхом об'єднання Головинської, Черняхівської селищних та Андріївської, Бежівської, Великогорбашівської, Видиборської, Горбулівської, Дівочківської, Жадьківської, Клітищенської, Очеретянської, Пекарщинської, Салівської, Селецької, Селянщинської, Сліпчицької, Стиртівської сільських рад ліквідованого Черняхівського району Житомирської області.